# نون خ
نون خ نام مجموعهٔ تلویزیونی طنزِ ایرانی به کارگردانیِ سعید آقاخانی، تهیه‌کنندگی مهدی فرجی و نویسندگی امیر وفایی است که از شبکه یک پخش می‌شود. عنوان نون خ سرواژهٔ نام شخصیت اصلیِ داستان، نورالدین خانزاده است که به همراه هم‌آبادی‌هایش درگیر ماجراهایی می‌شود. تاکنون ۵ فصل از این مجموعه ساخته شده است که در سال‌هایِ ۱۳۹۸، ۱۳۹۹، ۱۴۰۰، ۱۴۰۲ و ۱۴۰۳ از شبکه یک پخش شده‌اند.

## بازیگران و شخصیت‌ها
«من دوستی سی ساله‌ای با سعید آقاخانی دارم ما خیلی کارها با هم داشتیم و من هر وقت با سعید بودم همیشه می‌گفتم آرزویم این است که نقشی را داشته باشیم که لباس خود را بپوشیم یعنی شلوار جافی که به کردی معروف است و دیگر لباس‌های قوم‌مان را بپوشیم و این آرزویم بود و حالا بعد از سه دهه آرزویم محقق شد و با لباس کردی و در نقش خودم بازی کردم.»

— سیروس میمنت

### شخصیت‌های اصلی
| بازیگر                  | نقش                                       | حضور    | حضور    | حضور    | حضور      | حضور     |
| بازیگر                  | نقش                                       | فصل اول | فصل دوم | فصل سوم | فصل چهارم | فصل پنجم |
| ----------------------- | ----------------------------------------- | ------- | ------- | ------- | --------- | -------- |
| سعید آقاخانی            | نورالدین خانزاده                          | آری     | آری     | آری     | آری       | آری      |
| حمیدرضا آذرنگ           | خلیل خانزاده                              | آری     | آری     | نه      | آری       | آری      |
| سیروس میمنت             | کیوان                                     | آری     | آری     | آری     | آری       | آری      |
| پاشا جمالی              | مهیار                                     | آری     | آری     | آری     | آری       | آری      |
| سید علی صالحی           | فریبرز اترکی                              | آری     | آری     | آری     | آری       | نه       |
| سیروس سپهری             | ادریس سپهری                               | آری     | آری     | آری     | آری       | آری      |
| نسرین مرادی             | فریده                                     | آری     | آری     | آری     | آری       | آری      |
| کاظم نوربخش             | سلمان پیشه‌ور                              | آری     | آری     | آری     | آری       | آری      |
| ماشاالله وروایی         | کاووس عدالت خواه(عموکاووس)                | آری     | آری     | آری     | آری       | آری      |
| ندا قاسمی               | شیرین خانزاده                             | آری     | آری     | آری     | آری       | آری      |
| هدیه بازوند             | روژان خانزاده                             | آری     | آری     | آری     | آری       | آری      |
| سید حسین موسوی          | وحید امیری                                | آری     | آری     | آری     | آری       | آری      |
| رضا رشیدی               | اوس غلام                                  | آری     | آری     | آری     | آری       | آری      |
| افشین ملکی              | افشین ملکی                                | آری     | آری     | آری     | آری       | آری      |
| صهبا شرافتی             | روناک                                     | نه      | آری     | آری     | آری       | آری      |
| مجید یاسر               | بهنام                                     | نه      | آری     | نه      | آری       | آری      |
| علی اخوان               | ۱ـ خریدار هواپیما ۲ـ فرحزادی ۳تا۵ـ سلطانی | آری     | آری     | آری     | آری       | آری      |
| نارین ایوبی             | شیلان                                     | آری     | آری     | آری     | آری       | آری      |
| آتنا مهیاری             | ماه کاووس عدالت خواه                      | نه      | آری     | آری     | آری       | آری      |
| وریا امینی              | وریا                                      | آری     | آری     | نه      | آری       | نه       |
| حسین مرادی              | پژمان مرادی                               | آری     | آری     | نه      | نه        | نه       |
| پرویز کولیوند           | بیگ‌زاده                                   | آری     | آری     | نه      | نه        | نه       |
| علی صادقی               | سیروس                                     | آری     | نه      | آری     | نه        | نه       |
| شیدا یوسفی              | مرجان خانزاده                             | آری     | نه      | آری     | نه        | نه       |
| هومن حاجی عبداللهی      | حاج آقا افشه (داور فوتبال)                | آری     | نه      | نه      | آری       | نه       |
| مهرنوش طوسی             | باوان سپهری                               | نه      | نه      | نه      | آری       | آری      |
| شقایق دهقان             | نازنین خداپرست                            | نه      | آری     | آری     | نه        | نه       |
| یوسف کرمی               | یوسف (آقا معلم)                           | نه      | آری     | آری     | نه        | نه       |
| شقایق فتاحی             | نرگس                                      | نه      | آری     | آری     | نه        | نه       |
| سیروس حسینی فر          | سیروس کاکبی                               | نه      | آری     | آری     | نه        | نه       |
| شبنم عظیمی              | طاهره                                     | نه      | آری     | نه      | آری       | نه       |
| فریده سپاه منصور        | مه‌لقا خانم                                | آری     | نه      | نه      | نه        | نه       |
| نعیمه نظام‌دوست          | بهنوش                                     | آری     | نه      | نه      | نه        | نه       |
| صبا ایزدپناه            | کژال خانزاده                              | آری     | نه      | نه      | نه        | نه       |
| میرطاهر مظلومی          | شفیع                                      | نه      | آری     | نه      | نه        | نه       |
| حمید لولایی             | پاشا خداپرست                              | نه      | آری     | نه      | نه        | نه       |
| رضا خدادادبیگی          | ناخدا سیدو                                | نه      | نه      | نه      | نه        | آری      |
| علی ابوالحسنی           | پلیس                                      | نه      | آری     | نه      | نه        | نه       |
| یدالله شادمانی          | بهادر خان                                 | نه      | نه      | آری     | نه        | نه       |
| بیژن بنفشه‌خواه          | خسرو                                      | نه      | نه      | نه      | آری       | نه       |
| امیر سهیلی              | رامین فود                                 | نه      | نه      | نه      | آری       | نه       |
| هدی استواری             | عطا/شوکت                                  | نه      | نه      | آری     | نه        | آری      |
| عابدین رضایی            | هیوا رضایی                                | آری     | نه      | نه      | نه        | نه       |
| محمد زارع‌زاده           | رضا قناد                                  | آری     | نه      | نه      | نه        | نه       |
| ساناز سماواتی           | تانیا خانم                                | نه      | نه      | نه      | نه        | آری      |
| علیرضا ابراهیمی دلیجانی | علیرضا ابراهیمی                           | آری     | نه      | نه      | نه        | نه       |
| اکرم یدی                | نقره                                      | نه      | نه      | نه      | آری       | نه       |
| راضیه دهقان             | نازار                                     | نه      | نه      | نه      | آری       | نه       |
| کیوان شیخ احمدی         | پیمان                                     | آری     | آری     | نه      | نه        | نه       |
| برومند کاظمی            | رستم نمدی                                 | نه      | نه      | نه      | آری       | نه       |
| دنیا جهانمنش            | مهناز                                     | نه      | نه      | نه      | نه        | آری      |
| مدیا زردویی             | فرشته                                     | نه      | آری     | نه      | نه        | نه       |
| وحید قاضی زاهدی         | نانوا(صاحبخانه سیروس و مرجان)             | آری     | نه      | نه      | نه        | نه       |
| کاوان کاکایی            | میثم سپهری                                | نه      | نه      | نه      | آری       | نه       |

## فصل‌ها
| فصل | قسمت‌ها | قسمت‌ها | تاریخ اصلی روی آنتن رفتن | تاریخ اصلی روی آنتن رفتن | تاریخ اصلی روی آنتن رفتن |
| فصل | قسمت‌ها | قسمت‌ها | اولین بار                | آخرین بار                | شبکه                     |
| --- | ------ | ------ | ------------------------ | ------------------------ | ------------------------ |
| ۱   | ۱۵     | ۱۵     | ۱ فروردین ۱۳۹۸           | ۱۶ فروردین ۱۳۹۸          | شبکه یک                  |
| ۲   | ۱۴     | ۱۴     | ۲۲ فروردین ۱۳۹۹          | ۶ اردیبهشت ۱۳۹۹          | شبکه یک                  |
| ۳   | ۱۶     | ۱۶     | ۳۰ اسفند ۱۳۹۹            | ۱۷ فروردین ۱۴۰۰          | شبکه یک                  |
| ۴   | ۲۱     | ۲۱     | ۱ فروردین ۱۴۰۲           | ۶ اردیبهشت ۱۴۰۲          | شبکه یک                  |
| ۵   | ۲۴     | ۲۴     | ۱۵ فروردین ۱۴۰۳          | ۱۷ اردیبهشت ۱۴۰۳         | شبکه یک                  |

### فصل اول
فصل اول مجموعه تلویزیونی نون خ از ۱ فروردین ۱۳۹۸ پخش شد. نون خ نام مجموعهٔ تلویزیونی ایرانی به کارگردانی سعید آقاخانی و نویسندگی امیر وفایی و محمد تنابنده است. ترانهٔ تیتراژ پایانی فصل اول را حسین صفامنش خوانده است.

#### خلاصهٔ داستان
این سریال، داستانی اجتماعی و آمیخته با طنز دارد. نورالدین خانزاده (سعید آقاخانی) صاحب یک کارگاه فرآوری تخمهٔ آفتاب‌گردان است. او ۴ دختر و یک نوه دارد. کشاورزان هم‌محلی نورالدین، محصول تخمهٔ آفتاب‌گردان خود را به نورالدین فروخته‌اند. نورالدین این محصول را به شخصی ساکن تهران به نام میرزایی فروخته است تا او این محصولات را در کشور ترکیه به فروش برساند. در همین حین، خبر می‌رسد که میرزایی از دنیا رفته است و کشاورزان که از این خبر مطلع می‌شوند هر یک به نحوی سعی می‌کنند تا پول محصولاتی را که به نورالدین خانزاده فروخته‌اند، از او بگیرند.

#### بازیگران
| بازیگر                  | شخصیت                     | نقش |
| ----------------------- | ------------------------- | --- |
| سعید آقاخانی            | نورالدین خانزاده (نون. خ) | پسر نورمحمد، همسر خجسته، داماد مه‌لقا خانم و غلام، پدر کژال و شیرین و روژان و مرجان، دایی روناک،برادر زن بهادر، شوهر خواهر شفیع، پسرعموی خلیل، پدر زن سیروس و مهیار و سلمان، دوست میرزایی، صاحب کارخانه تخمه |
| حمیدرضا آذرنگ           | خلیل خانزاده (بنیامین)    | پسرعموی نورالدین، شوهر بهنوش |
| سیروس میمنت             | کیوان                     | پدر مهیار، پدر شوهر روژان، از اهالی روستا |
| علی صادقی               | سیروس                     | شوهر مرجان، داماد نورالدین، دوست فریبرز |
| فریده سپاه‌منصور         | مه‌لقا خانم                | مادر خجسته و شفیع، مادرزن نورالدین، مادربزرگ مرجان و روژان و شیرین و کژال |
| هومن حاجی‌عبداللهی       | حاج آقا افشه              | روحانی، داور فوتبال، وکیل میرزایی |
| نعیمه نظام‌دوست          | بهنوش                     | دوست مرجان، زن خلیل، آرایشگر |
| پاشا جمالی              | مهیار                     | فرزند کیوان و فریده، خواستگار روژان |
| شیدا یوسفی              | مرجان خانزاده             | دختر نورالدین، خواهر روژان و کژال و شیرین، نوه مه‌لقا، همسر سیروس |
| صبا ایزدپناه            | کژال خانزاده              | دختر نورالدین، خواهر مرجان و روژان و شیرین، نوه مه‌لقا |
| هدیه بازوند             | روژان خانزاده             | دختر نورالدین، خواهر مرجان و شیرین و کژال، نوه مه‌لقا |
| ندا قاسمی               | شیرین خانزاده             | دختر نورالدین، خواهر مرجان و روژان و کژال، نوه مه‌لقا |
| سید علی صالحی           | فریبرز                    | شاگرد نانوایی، دوست سیروس |
| کاظم نوربخش             | سلمان پیشه‌ور              | طلبکار نورالدین، از اهالی روستا |
| نسرین مرادی             | فریده                     | همسر کیوان، مادر مهیار، از اهالی روستا |
| وحید قاضی‌زاهدی          | نانوا                     | صاحبخانه مرجان و سیروس |
| محمد زارع‌زاده           | عمو رضا                   | شیرینی فروش |
| ماشاالله وروایی         | کاووس                     | طلبکار نورالدین، از اهالی روستا |
| سیروس سپهری             | ادریس سپهری               | طلبکار نورالدین، از اهالی روستا |
| افشین ملکی              | افشین                     | طلبکار نورالدین، از اهالی روستا |
| عابدین رضایی            | هیوا                      | طلبکار نورالدین |
| علی اخوان               |                           | خریدار هواپیما |
| حسین مرادی              | پژمان                     | از اهالی روستا |
| وریا امینی              | وریا                      | از اهالی روستا |
| علیرضا ابراهیمی دلیجانی | ابراهیمی                  | از اهالی روستا |

### فصل دوم
فصل دوم مجموعه تلویزیونی نون خ از ۲۲ فروردین تا ۴ اردیبهشت ۱۳۹۹، پیش از ماه رمضان، به روی آنتن شبکه یک رفت.
فصل دوم این مجموعه توانست نظر مثبت مخاطبان و منتقدان زیادی را به خود جلب کند.

#### تولید
با اینکه فصل اول این سریال در نوروز بروی آنتن رفت اما به دلیل تقارن با پخش سریال «پایتخت» مدیران شبکه یک بر آن شدند تا فصل دو «نون خ» را برای ماه رمضان تولید کنند و بر همین اساس بنا بود تا این سریال ۳۰ قسمت باشد. اما به دلیل شیوع بیماری کرونا که به کردستان هم رسیده بود تنها ۱۷ قسمت از این سریال ضبط شد تا عوامل این سریال در شرایط بهداشتی کامل و در قرنطینه خانگی این دوره را به سلامت پشت سر بگذارند. همچنین با اینکه قرار بود این سریال با شروع ماه رمضان پخش شود اما حدود ۱۷ روز قبل از آغاز ماه رمضان پخش خود را از سر گرفت تا قبل از ماه رمضان به پایان برسد و سریال دیگری جایگزین آن شود.

#### موسیقی
در تیتراژ و در انتهای قسمت پایانی از موسیقی‌های کرد زبان‌ها استفاده شده است تیتراژ سریال «نون خ» در فصل اول را حسین صفامنش خواند اما در فصل دومِ این سریال، بخش فارسی هم به تیتراژ اضافه شد تا حسین صفامنش بخش کُردی و صادق آزمند هم بخش فارسی را بخواند.
در فصل پنجم این سریال حضور و راهنمایی‌های مهبد مکّی موسیقی پژوه و نوازنده ساز مهجور ارغنون کمک ویژه ای برای مجموعه بود.

#### خلاصه داستان
فصل دوم در ۱۷ قسمت ۵۰ دقیقه ای ساخته شد. داستان این فصل از جایی شروع شد که نورالدین در حال پرداخت بدهی‌هایش است. ماجرایی که با مرگ مه لقا خانم همراه می‌شود. بعد از این هم در طول داستان شاهد بخشی از جریان زلزله‌های معروف غرب کشور بودیم، ماجرایی که باعث شد اهالی روستا تا امن تر شدن اوضاع به صحرا بروند و مدتی آنجا زندگی کنند. در این جابه جایی و فضای تازه هم هر روز اتفاقات جدیدی رخ می‌داد، مواردی که در ابعاد کوچک و با طنز تلخی که در آنها وجود داشت، بخشی از مسائلی که حادثه دیده‌های غرب کشور پشت سر گذاشتند را منعکس کرد.

#### بازیگران
| بازیگر          | شخصیت                          | نقش |
| --------------- | ------------------------------ | --- |
| سعید آقا خانی   | نورالدین خانزاده               | شخصیت اصلی |
| حمیدرضا آذرنگ   | خلیل خانزاده (بنیامین _ کیارش) | پسر عموی نورالدین، پدر کریم، دوست شفیع، از اهالی روستا                                                                     |
| میرطاهر مظلومی  | شفیع                           | برادر زن نورالدین، دایی مرجان و روژان و شیرین و کژال، پسر مه لقا، برادر خجسته، دوست خلیل                                   |
| هدیه بازوند     | روژان خانزاده                  | دختر نورالدین، خواهر مرجان و شیرین و کژال، همسر مهیار، خواهر زاده شفیع، عروس کیوان و فریده، دختردایی روناک، از اهالی روستا |
| ندا قاسمی       | شیرین خانزاده                  | دختر نورالدین، خواهر مرجان و روژان و کژال، دختر دایی روناک، خواهر زاده شفیع، از اهالی روستا                                |
| صهبا شرافتی     | روناک                          | دختر بهادر، خواهر زاده نورالدین، دخترعمه مرجان و روژان و شیرین و کژال                                                      |
| ماشاللّه وروایی  | عمو کاووس                      | پدر ماه کاووس، دوست نورالدین، از اهالی روستا                                                                               |
| سیروس میمنت     | کیوان                          | دوست نورالدین، همسر فریده، پدر مهیار، پدر شوهر روژان، از اهالی روستا                                                       |
| نسرین مرادی     | فریده                          | همسر کیوان، مادر مهیار، مادرشوهر روژان، از اهالی روستا                                                                     |
| پاشا جمالی      | مهیار                          | داماد نورالدین، همسر روژان، پسر کیوان و فریده، دوست بهنام، کارمند سایت، از اهالی روستا                                     |
| مجید یاسر       | بهنام                          | کارمند سایت، دوست مهیار |
| شقایق دهقان     | نازنین خداپرست                 | مشتری سایت، دختر پاشا خداپرست، همسر سوری نورالدین خانزاده                                                                  |
| حمید لولایی     | پاشا خداپرست                   | پدر نازنین خداپرست، پدر زن سوری نورالدین خانزاده                                                                           |
| سید علی صالحی   | فریبرز                         | خواستگار شیرین، بدشانس روستا                                                                                               |
| کاظم نوربخش     | سلمان پیشه‌ور                   | خواستگار شیرین، از اهالی روستا                                                                                             |
| رضا رشیدی       | اوس غلام                       | اوستا بنّا، از اهالی روستا                                                                                                  |
| سید حسین موسوی  | وحید یگانه                     | همسر شیلان، از اهالی روستا                                                                                                 |
| حسین مرادی      | پژمان                          | همسر فرشته، از اهالی روستا                                                                                                 |
| یوسف کرمی       | آقا یوسف                       | همسر نرگس، معلم روستا، از اهالی روستا                                                                                      |
| علی ابوالحسنی   | محمد ابوالحسنی                 | پلیس |
| سیروس حسینی فر  | سیروس                          | فرزند کرامت کاکبی، از اهالی روستا                                                                                          |
| افشین ملکی      | افشین                          | از اهالی روستا |
| پرویز کولیوند   | بیگ‌زاده                        | از اهالی روستا |
| کیوان شیخ احمدی | پیمان                          | از اهالی روستا |
| وریا امینی      | وریا                           | از اهالی روستا |
| سیروس سپهری     | ادریس سپهری                    | شوهر طاهره، از اهالی روستا                                                                                                 |
| علی اخوان       | سلطانی                         | از اهالی روستا |
| نارین ایوبی     | شیلان                          | همسر وحید، زن باردار، از اهالی روستا                                                                                       |
| شقایق فتاحی     | نرگس                           | همسر آقا یوسف |
| مدیا زرودیی     | فرشته                          | همسر پژمان |
| حسن رحمتی       |                                | دایی هیکلی عروس اینترنتی                                                                                                   |
| علی اخوان       | فرحزادی                        | رئیس سایت |
| شبنم عظیمی      | طاهره                          | همسر ادریس |
| مرتضی رستمی     |                                | جزو مسئولان زلزله زدگان |

### فصل سوم
فصل سوم مجموعه تلویزیونی نون خ در نوروز ۱۴۰۰ از شبکه یک و شبکه تماشا و شبکه نسیم پخش شد.
نون خ نام مجموعهٔ تلویزیونی ایرانی به کارگردانی سعید آقاخانی و نویسندگی امیر وفایی که فصل نخست آن در نوروز ۱۳۹۸ از شبکه یک پخش شد.
زبان بازیگران این سریال فارسی با لهجه کرمانشاهی هست، اما از ترانه‌های کردی سورانی و ترکمنی و لباس مردم مناطق کردنشین استان کردستان و استان کرمانشاه استفاده شده است. فصل سوم سریال «نون. خ» در سال ۱۳۹۹ ساخته شده و به یکی از پربیننده‌ترین سریال‌های نوروزی ۱۴۰۰ تلویزیون ایران تبدیل شد.

#### تولید
فیلمبرداری فصل سوم سریال نون خ از اواسط مهرماه ۱۳۹۹ در اطراف تهران و حوالی جاجرود آغاز شد و بعد از بیش از ۱۴۰ روز، صبح سه‌شنبه ۱۲ اسفندماه به پایان رسید. یکی از جدیدترین تفاوت‌ها دربارهٔ این فصل، حضور بازیگران کره ای و شرق آسیاست. فصل سوم سریال نون خ در ۱۶ قسمت به همراه ۱ قسمت پشت صحنه برای پخش در نوروز ۱۴۰۰ از شبکه یک سیما ساخته شد.

مهدی فرجی تهیه‌کننده سریال دربارهٔ روند تولید گفت:
| « | گروهی صد نفره که هر روز در هوای نزدیک به منهای صفر و در شرایط بسیار سخت و با وجود هیولایی به نام کرونا با امید و عشق به کارشان ادامه دادند و تمام آرزو و انگیزه پنج ماه تلاش‌شان؛ آوردن لبخندی به لب مردم نجیب ایران در سال نو بود. | » |

کاظم نوربخش بازیگر «سلمان» در مورد فصل ۳ گفت:
| « | واقعاً شرایط بازی در دوران کرونا سخت بود ما برای دوری از بیماری کرونا ماسک می‌زنیم و تمام پروتکل‌ها رعایت می‌شوند اما باور کنید که گاه خود ماسک زدن هم مصیبتی بزرگ بوده و تحملش سخت می‌شود. | » |

#### انتخاب بازیگر
بازیگر نقش سلمان دربارهٔ تأثیر سریال‌های بومی در ارتقای فرهنگ کشور تأکید کرد: 
| « | همه بازیگران «نون خ» کشف سعید آقاخانی هستند. شخصاً سال‌ها در تئاتر بازی کردم و اولین بار است که توسط یک کارگردان بزرگ دیده شده‌ام، ساخت آثاری مثل «نون خ» امکان شکوفایی و دیده شدن را برای بازیگرانی که مدت‌ها تئاتر کار کرده و دیده نشده‌اند را فراهم می‌آورد. سعید آقاخانی باعث شد تا بتوانیم بالاخره خودمان را نشان دهیم. | » |

#### موسیقی
در قسمت پایانی از فصل سوم این سریال ترانه قدیمی «لیلیم لی» با صدای حسین صفامنش و آهنگسازی صادق آزمند پخش شد؛ آهنگی که در واقع بازسازی یک موسیقی ترکیه‌ای با شعری کُردی بود.
این سریال، فانتزی آرمانی سعید آقاخانی است که در فصل‌های پیشین، با سانسور، نبردی جانانه کرد. او با وسواس، رگه طلای میهن‌دوستی را در تصاویر تیتراژها با موسیقی ارجمند کُردی بیان کرده است.
موسیقی فصل سوم سریال نون خ، از ترانه‌های نوستالژیک حسن زیرک و مظهر خالقی استفاده شده است. اسامی سایر خوانندگان که با این سریال همکاری کرده‌اند به شرح زیر است:
- حسین صفامنش؛ تیتراژ پایانی سریال (بخش کُردی)
- صادق آزمند؛ تیتراژ پایانی سریال (بخش فارسی)
- امید رسول پور؛ خواننده

#### خلاصه داستان
داستان این مجموعه با ازدواج شیرین، دختر نورالدین شروع می‌شود که در حین آن داماد ناپدید می‌شود. در این میان شوهر خواهر نورالدین خانزاده، بهادر خان، به یک معدن طلا دست پیدا می‌کند و سعی می‌کند کسی از این قضیه مطلع نشود؛ ولی در ادامه با ورود اهالی روستا از جمله کیوان، سلمان و سیروس به ماجرای معدن، این داستان شکل دیگری به خود می‌گیرد. تلاش اهالی روستا برای استخراج طلا از معدن، رقابت فریبرز و سلمان برای ازدواج با شیرین، واریز پولی هنگفت از سوی پدر نازنین به حساب نورالدین و ورود آب قنات روستا به معدن در پی انفجار دینامیت از ماجراهایی هستند که داستان اصلی این مجموعه را شکل می‌دهند.

#### قسمت‌ها
| شم. | عنوان                | کارگردان     | نویسنده    | تاریخ پخش اصلی  |
| --- | -------------------- | ------------ | ---------- | --------------- |
| ۱ | «قسمت ۱»             | سعید آقاخانی | امیر وفایی | ۳۰ اسفند ۱۳۹۹   |
| خلاصه قسمت ۱: بیشتر اهالی ده داروی گیاهی برای کووید۱۹ می کارند.از آن ور عروسی فریبرز اترکی با شیرین خانزاده شروع می‌شود.بهادرخان پدر روناک هم به ده می آید تا دخترش را برگرداند. ولی در این بین داماد ماشینش خراب می‌شود و به عروسی نمی‌آید و عروسی بهم می‌خورد. |                      |              |            |                 |
| ۲ | «قسمت ۲»             | سعید آقاخانی | امیر وفایی | ۱ فروردین ۱۴۰۰  |
| خلاصه قسمت ۲: بهادر خان به سلمان شک می کند که فریبرز را قایم کرده است چون سلمان قبلاً خواستگار شیرین بوده است برای همین با نورالدین روناک و کیوان و فریده به طویله اوس غلام می روند تا سلمان را بازجویی کنند ولی چون قبلا کیوان با گاز پیک‌نیکی طویله عمو کاووس را سوزانده بود وارد طویله نمی شود و از سلمان بازجویی می شود ولی به این نتیجه می رسند که سلمان بی گناه است، در این حین ادریس خبر می آورد که کیوان با دادن کیک خامه ای زیاد قند عاقد را بالا برده و عاقد از حال رفته است، حالا که می خواهند به عاقد آمپول زنند عمو کاووس حرفی می زند و به شغل بهادر در گرمابه توهین می کند واسه ی همین بهادر از میان اهالی میرود و به عاقد کس دیگری آمپول میزند که عاقد حالش خوب می شود. از آن طرف مهیار و توریست‌ها به دنبال داماد می‌روند و از طرفی اوس غلام و افشین به دنبال داماد می روند و همچنین عموکاووس و سلمان و سیروس کاکبی به دنبال داماد می‌روند. افشین و اوس غلام در راه بهادر را می بینند که نرفته است پس بهادر هم دنبال داماد می رود که ناگهان درون معدنی می افتد.مهیار از توریست ها پول می گیرد تا وارد طویله اوس غلام شود تا دنبال فریبرز بگردد ولی گراز به او حمله می کند و روی کمرش می نشیند برای همین مهیار و توریست ها به عروسی بر می گردند. بالاخره عموکاووس و سلمان و سیروس کاکبی بر می گردند و لی به جای داماد کت داماد را پیدا کرده و می آورند. |                      |              |            |                 |
| ۳ | «قسمت ۳»             | سعید آقاخانی | امیر وفایی | ۲ فروردین ۱۴۰۰  |
| خلاصه قسمت ۳:شوهرخواهر نورالدین خانزاده، بهادرخان معدن طلایی را پایین زمین سلمان و کیوان پیدا می‌کند. ولی او نمی‌داند که نورالدین زمین را به آن دو فروخته و فکر می‌کند نورالدین صاحب آن زمین است و برای همین پیش او می‌رود و از او درخواست فروش زمین را برای ساخت گرمابه دارد ولی نورالدین خسته بود و اشتباهی گفت که زمین مال خود است و او را به بهادر می دهد. همچنین سلمان را به اتاق بازجویی می‌برند و کیوان از وی بازجویی می‌کند؛ زیرا گوشی فریبرز داخل جیب سلمان بوده است. بعد سلمان فرار می‌کند. همچنین مرجان خانزاده و سیروس از تهران بازمی‌گردند. سیروس به ویروس کرونا مبتلا بود. |                      |              |            |                 |
| ۴ | «قسمت ۴»             | سعید آقاخانی | امیر وفایی | ۳ فروردین ۱۴۰۰  |
| خلاصه قسمت ۴: بهادر پیش کیوان می رود و از او میخواهد که بپذیرد تا زمین را با نورالدین به او بفروشند و کیوان هم که نمی دانست نورالدین سهم خود را به سلمان فروخته است قبول می کند.مرجان و سیروس آه بی پولی و نداشتن پول کرایه خانه را میکشند، شیرین دیوانه شده و خانه را بار ها تمیز می کند، نورالدین از خدا مرگ می خواهد که اهالی برای شهادت خریدن زمین نورالدین برای بهادر می آیند ولی نورالدین می گوید که دیشب بی حواس بوده و چند وقت پیش زمین را به سلمان فروخته است. سلمان بر می‌گردد و با پلیس نورالدین، کیوان، بهادرخان، عموکاووس، ادریس را با خود به کلانتری می‌برد. از آن‌ها به دلیل اینکه همه فکر می‌کردند او فریبرز را قایم کرده شکایت می‌کند. و آن‌ها به زندان می‌روند. در همان زندان فریبرز را می‌بیند. او به خاطر گوسفند دزدی دستگیر شده بوده است! |                      |              |            |                 |
| ۵ | «قسمت ۵»             | سعید آقاخانی | امیر وفایی | ۴ فروردین ۱۴۰۰  |
| خلاصه قسمت ۵: صاحبان گوسفند از فریبرز شکایت کرده بودند. ولی به محض دیدن عموکاووس شکایت را پس گرفتند و سلمان هم گذشت. در راه برگشت به روستا، بهادرخان سیروس را می خواهد به معدن طلا ببرد برای همین سیروس از لوله بخاری در قرنطینه کرونا فرار می کند و به معدن طلا می‌رود و بهادر خان طلاها را به او نشان می‌دهد. و بعد می‌پرسد: اگه طلاها رو می‌خواهی واقعاً بهم بگو که کرونا داری؟ سیروس هم می‌گوید: نه ندارم. و آن دو از این معدن پرطلا باخبر شده‌اند.همچنین فریبرز آزاد می شود و با نورالدین و عمو کاووس و کیوان و ادریس و سلمان به قهوه خانه برمی گردند در قهوه خانه سیروس کاکبی که بچه های ادریس داشتند ماشین اش را خراب می کردند داشت دعوا می کرد که افشین آمد سنگی پرتاب کند تا سیروس کاکبی ول کند ولی اشتباهی سنگ به پیشونی فریبرز می خورد. فریبرز فرار می کند و به خانه نورالدین و از شیرین درخواست ازدواج مجدد می کند ولی شیرین قبول نمی کند برای همین می آید خود کشی کند که خودکشی ناموفق می باشد، فریبرز می خواست ثابت کند که بدشانس نیست که رعد و برقی به او می خورد و بدنش خشک می شود و کمی آتش میگرد. |                      |              |            |                 |
| ۶ | «قسمت ۶»             | سعید آقاخانی | امیر وفایی | ۵ فروردین ۱۴۰۰  |
| خلاصه قسمت ۶:فریبرز به همراه خانواده اش برای اینکه حالش خوب شود و صاعقه او را بیمار نکند به شهر خود بر می گردد. روژان خانزاده به مهیار می‌گوید که باید مترجم تورشان را اخراج کند. آقای سلطانی هم آنجا بود. روناک که زبان‌هایی همچون انگلیسی، عربی، چینی و… بلد بود به درخواست آقای سلطانی مترجم تور شد. بهادر خان نورالدین را با اصرار زیاد به خانه سلمان می برد تا با او صحبت کند که سلمان زمین را به بهادر خان بفروشد ولی سلمان حرفی می زند و نورالدین را ناراحت می کند برای همین آن ها از خانه سلمان می روند. همچنین نازنین خداپرست از تهران برای دیدار نورالدین پس از مرگ پدر خودش، آقا پاشا می‌آید. ولی نورالدین که در فصل ۲ با وی برای خوشحالی آقا پاشا ازدواج سوری کرده در را باز نمی‌کند که… روناک، دختر بهادرخان در را باز می‌کند. بهادرخان و سیروس به معدن می‌روند و با حرف زدن آنها سلمان که دنبال آنان آمده بود از قضیه باخبر می‌شود. |                      |              |            |                 |
| ۷ | «قسمت ۷»             | سعید آقاخانی | امیر وفایی | ۶ فروردین ۱۴۰۰  |
| خلاصه قسمت ۷: سلمان می‌گوید: من از طلاها از قبل باخبر بودم و برای همین زمین را از نوری خریدم. ولی کیوان هم آنجا هست و می‌فهمد. ۴ نفر از موضوع باخبرند. وکیل نازنین (عطا) خانم به نوری می‌گوید که باید دوباره با نازنین ازدواج کند ولی این سری واقعی! وکیل نازنین می آید دلیل این ازدواج را بگوید که نورالدین از خانه قهر می کند و از خانه می رود. نوری صبح در زمین کار می فهمد که سلمان و کیوان و بهادر خان و سیروس کارگران نورالدین را با دستمزدی بالاتر سمت معدن برای درست کردن نرده دور معدن می برند ولی به همه می گویند می خواهند حمام و استخر بزرگی درست کنند. نورالدین موجودی حساب خود را می آید بگیرد که ببیند نهایت دستمزد دادنش چقدر است که فهمید که ۴ و نیم میلیارد در حسابش است! |                      |              |            |                 |
| ۸ | «قسمت ۸»             | سعید آقاخانی | امیر وفایی | ۷ فروردین ۱۴۰۰  |
| خلاصه قسمت ۸: نوری به بانک می‌رود و بانک می‌گوید باید با دختر پاشا خداپرست ازدواج کنین و پول را به ایشون بازگردانید. نوری هم که خیلی عصبانیست قبول می‌کند. همچنین کیوان موهایش را رنگ می‌زند و می‌خواهد خود را مثل یک جوان کند. |                      |              |            |                 |
| ۹ | «قسمت ۹»             | سعید آقاخانی | امیر وفایی | ۸ فروردین ۱۴۰۰  |
| خلاصه قسمت ۹: نوری و نازنین با مهریه چندین تا تنقلات با هم ازدواج می‌کنند. اهالی روستا در خانه نورالدین مهمانی برگزار می کنند، در مهمانی سلمان شیرین را اذیت می کند و شیرین جیغ می کشد و بعد سلمان فرار میکند، مهمانی که تمام شد سلمان از پشت بام خانه نوری بیرون می آید که روژان چون فکر می کرد او دزد است با چوب بر سرش می زند. |                      |              |            |                 |
| ۱۰ | «قسمت ۱۰»            | سعید آقاخانی | امیر وفایی | ۱ فروردین ۱۴۰۰  |
| سلمان از خانه نوری می رود همچنین نورالدین تصمیم داشت به اوس غلام به خاطر مریضی مادرش کمک کند که بقیه ناراحت می شوند.اهالی ده مشکلات شأن در نامه می نویسند تا نوری با ۴ و نیم میلیارد مشکل را حل کند ولی نورالدین می گوید که پول مال خود نیست. بانک اجازه برگشت پول به حساب نازنین را نمی دهد چون ازدواج بعد مرگ آقا پاشا بوده است.برای استخراج طلا از معدن کارگر پیدا نمی شد که عاقد نورالدین و نازنین (مازیار حبیبی)دوست بهادر سرکارگر استخراج طلا شد و با خود کارگران زیادی آورد. شیرین که داشت برای سیروس آب میوه می برد فریبرز را می بیند که جای سیروس خوابیده است و فریبرز می آید که از پنجره از خانه نوری خارج شود که سگ به او حمله می کند. |                      |              |            |                 |
| ۱۱ | «قسمت ۱۱»            | سعید آقاخانی | امیر وفایی | ۱۰ فروردین ۱۴۰۰ |
| خلاصه قسمت ۱۱:فریبرز به کمک سیروس شیرین را با ماشین تعقیب می‌کند و به جای اینکه ترمز بگیرد، کلاج را می‌گیرد و نقاشی‌های شیرین را خراب می‌کند از آن طرف اهالی ده پول هایشان در سرمایه گذاری ضرر کرده و از آن طرف فریده سنگ طلایی در جیب کیوان پیدا کرده پ شک می کند که او دارد بهش خیانت می کند برای همین نورالدین به معدن طلا می خواهد رود که می فهمد بهادر دارد معدن طلا را خراب کند و نورالدین تهدید می کند مأمور خبر می کند از این طرف مازیار حبیبی کسی که نورالدین و نازنین را عقد کرده بود و الان سرکارگر استخراج طلا شده بود به بهادر و سلمان و کیوان می‌گوید که نورالدین ازدواج کرده، بهادر به نورالدین شک می‌کند و به کل روستا خبر می‌دهد و مردم اتهام پولشویی به نورالدین می زنند و از آن طرف بهادر و سلمان نورالدین را تعقیب می‌کند و با خودشان می‌برند. |                      |              |            |                 |
| ۱۲ | «قسمت ۱۲»            | سعید آقاخانی | امیر وفایی | ۱۱ فروردین ۱۴۰۰ |
| خلاصه قسمت ۱۲:فریده از پیش کیوان می‌رود و مدتی به خانه نورالدین می‌رود و در ناله های کیوان مهیار از اتفاقاته معدن باخبر می شود و به معدن می‌رود و بهادر، نورالدین را در معدن زندانی می‌کنند و شیرین و روژان به خانه سلمان می‌روند و از او می‌خواهد اگر جای نورالدین را لو بدهد با او ازدواج خواهد کرد و فریبرز می‌فهمد و ناامید می‌شود همچنین سلمان چیزی نمی‌گوید بنابراین سلمان را تعقیب می‌کنند و اهالی روستا جای نورالدین را پیدا می‌کند و خواهان استخراج طلا در معدن می شوند برای همین که موافقان و مخالفان این قضیه را بفهمند فردای آن روز جلسه شورای روستا را در قهوه خانه برگزار می خواهند کنند. فریبرز توسط پلیس راه به جرم حمل گونی سنگ طلا که سیروس آن را در صندوق عقب گذاشته بود دستگیر می‌کند. |                      |              |            |                 |
| ۱۳ | «قسمت ۱۳»            | سعید آقاخانی | امیر وفایی | ۱۲ فروردین ۱۴۰۰ |
| خلاصه قسمت ۱۳:زنان ده و نازنین و عطا(وکیل نازنین)به خانه نوری می روند و برای ازدواج آن ها کادو می خرند ولی نازنین همه چیز را تعریف می کند که این ازدواج برای چه بوده است و عطا می گوید که چون تاریخ ازدواج بعد تاریخ نوشتن وصیت نامه آقا پاشا بوده است پول به نازنین تعلق نمی گیرد و آن پول به بچه های بی سرپرست نمی رسد برای همین تنها یک راه می ماند که آن راه این است که نورالدین در وصیت نامه اش بنویسید که این پول بعد مرگش به همسرش رسد و باید آن دو طلاق نگیرند که نورالدین قبول نمی کند. نورالدین داشت برای جلسه شورا به قهوه خانه می رفت که سلمان دوباره به پیش شیرین رفت و برای او کادو می‌خرد ولی نورالدین به آن حمله می‌کند و تصمیمش را عوض می‌کند که جاناتان (گاو سلمان) را قربانی کند و سلمان ناراحت می‌شود و از خانه نورالدین قهر می‌کند و کیوان هم دامپزشکی برای معاینه جاناتان(گاو سلمان) می آورد و همچنین برای این که دل فریده را به‌دست آورد عضو انجمن کمک به فلامینگو های مهاجر در دریاچه بختگان می شود ولی ناگهان می گوید پالتوی فریده را به مترسک می پوشاند تا فریده از یادش نرود که فریده ناراحت می شود و دوباره قهر می کند. جلسه شورا برگزار می شود که نازنین به قهوه خانه می آید و به نورالدین می گوید دیگر پولدار نیست و حتی ماشینش پراید شده و ناراحت می گوید اگر نورالدین می خواهی طلاق گیریم یا این که در وصیت نامه ات بنویس که بعد مرگ آن پول به همسرت یعنی نازنین برسد که نورالدین با این که بهش بر می خورد ولی مهلت فکر می خواهد برای این کار و به جلسه می پیوندند و همه به جز نورالدین با استخراج غیرقانونی طلا موافقت می کنند که نورالدین مخالفتش زیاد می شود که خود را ۴۸ ساعت قرنطینه می کند و اهالی بیل و کلنگ را بر می دارند تا به استخراج طلا در معدن روند ولی کیوان اصرار به نورالدین می کند تا فریده را برگرداند و همچنین عطا(وکیل نازنین) به سیروس می گوید تا نورالدین را راضی کند که در وصیت نامه اش بنویسد بعد مرگ اش پول به نازنین رسد و به او قول داد تا صد میلیون برای این کار به سیروس میدهد.                                                                                             |                      |              |            |                 |
| ۱۴ | «قسمت ۱۴»            | سعید آقاخانی | امیر وفایی | ۱۳ فروردین ۱۴۰۰ |
| خلاصه قسمت ۱۴:فریبرز مهلت می گیرد تا کسی که گونی سنگ طلا پشت ماشینش گذاشته بود را پیدا کند و همچنین نورالدین دارد وصیت نامه ای که نازنین گفته بود را می نوشت و بعد با فرزندان خود داشت بازی می کرد که ناگهان شیرین سیروس را در خانه می بیند سیروس به خاطر بردن گونی سنگ طلا از معدن فرار کرده بود ولی برای ۱۰۰ میلیون تومانی که قرار بود از وکیل نازنین بگیرد برگشت و صحبت های کرد باز فرار کرد. اهالی هم دارند طلا از معدن استخراج می کنند. و همچنین نامه کیوان برای فریده در کت نورالدین به دست دخترانش می افتد و آن ها گمان می کنند که نامه ی نورالدین است ولی بعد می فهمند نامه برای کیوان است. فریبرز سیروس را پیدا می‌کند و سیروس دستگیر می‌شود و فریده قبول کرد پیش کیوان برگردد ولی به شرط اینکه فلامینگوها را در دریاچه بختگان نجات دهد و کیوان ناراحت می‌شود، سلطانی دینامیتی به معدن می آورد تا استخراج طلا را آسان کند و فریبرز به معدن می‌رود از آن طرف سلمان و اهالی روستا دینامیت را به معدن وصل می‌کند و سلمان دینامیت را فشار می‌دهد و یکی از دینامیت‌ها به ماشین فریبرز می‌خورد و منفجر می‌شود. |                      |              |            |                 |
| ۱۵ | «قسمت ۱۵»            | سعید آقاخانی | امیر وفایی | ۱۴ فروردین ۱۴۰۰ |
| خلاصه قسمت ۱۵:عطا گواهی فوت ای برای نورالدین به طور مخفیانه درست می کند و معدن طلا توسط دینامیت آبگرفتگی می‌شود و کسی جرئت نمی کند وارد معدن شود تا اینکه فریبرز به خانه نوری رفت که اولش شیرین خیال کرد فریبرز برای درخواست ازدواج مجدد آمده ولی چون فریبرز فکر می کرد شیرین دیگر با او ازدواج نمی کند چیزی از ازدواج نگفت ولی نورالدین و کیوان را خبر کرد و گفت معدن طلا توسط دینامیت آبگرفتگی شده و آن ها سمت معدن طلا رفتند، اهالی سعی می کنند قضیه دینامیت را به نوری نگویند ولی افشین همه چیز را لو می دهد و اهالی به معدن می روند تا جلوی آب قنات روستا را بگیرند، زنان روستا قضیه آب قنات و و دینامیت را می فهمند و برای کمک می آیند.اهالی سعی می کنند جلوی آب را گیرند ولی بدتر قسمتی از راهرو معدن ریزش می‌کند و سیروس کاکبی و یوسف(آقا معلم) زخمی می‌شوند و به بیرون معدن افتاده می شوند که توسط اهالی دیگر روستا نجات پیدا می‌کنند و به بقیه و آتش نشانی می‌گویند که اهالی در معدن گیر افتادند. همچنین اهالی جلوی آب قنات را می گیرند. |                      |              |            |                 |
| ۱۶ | «قسمت ۱۶»            | سعید آقاخانی | امیر وفایی | ۱۵ فروردین ۱۴۰۰ |
| خلاصه قسمت ۱۶:آب قنات شدید می شود و دیگر نمی توانند جلوی آن را بگیرند برای همین تصمیم می گیرند بین جایی که آب می آید و جایی که طلا هست دیواری درست کنند تا آب به معدن نرسد همه کمک می کنند تا دیوار درست شود ولی نورالدین و سلمان آن ور دیوار می مانند تا جلوی آب را بگیرند، وقتی نورالدین و سلمان می روند جلوی آب را گیرند، آن قدر شدت آب زیاد می شود که نمی توانند جلوی آب را گیرند. آتش نشانی بالاخره توانست راهی برای نجات کسایی که در معدن هستند پیدا کند و کسایی که در معدن بودند نجات پیدا می کنند ولی متأسفانه نورالدین و سلمان آن ور دیوار دارند غرق می شوند و نجات داده نمی شوند. شیرین و روژان و روناک سعی می کنند تا با کندن خاک نورالدین و سلمان را نجات دهند ولی آتش نشانی نمی گذارد چون ممکن بود آب کل معدن را گیرد که نازنین می بیند که آب از خاک می زند بیرون و آب جایی که نورالدین و سلمان بودند خالی می شود و بعد چند ساعت آتش نشانی نورالدین و سلمان را نجات می دهد. عطا(وکیل نازنین) از هیچ چیز با خبر نیست و به بانک می رود و مدارک و وصیت نامه و گواهی فوت دروغین نورالدین را می دهد ولی چون عکس نورالدین در روزنامه ها بوده است عطا گرفتار می شود. همچنین برای اهالی آبادی جشن گرفته می شود ولی قبل جشن سلمان با مجری جشن صحبت کرده بود و گفته بود که با شیرین ازدواج کرده است و مجری هم این را در جشن می گوید که عموکاووس می گوید که سلمان زن ندارد و سلمان فرار می کند و نورالدین دنبالش می رود و به اهالی در جشن کادو داده می شود. اهالی بعد جشن به قهوه خانه می روند و کیوان با همه خداحافظی می کند و سوار بر اتوبوس به دریاچه بختگان می رود تا جزو کمک کنندگان به جوجه فلامینگوها باشد و همچنین به نورالدین می گویند وقتی بیهوش بوده چه چیزی می دیدی که نورالدین حرف هایی می زند که در صحبت هایش می گوید شوهر آینده شیرین را می دیده ولی نور چهره اش را گرفته و شوهر شیرین داشته پشت اتوبوس کیوان می رفته که فریبرز و سلمان به سمت اتوبوس کیوان می روند ولی نورالدین به همه می گوید هر که فریبرز و سلمان را گیرد گیاهان دارویی را برای او می شود و همه دنبال فریبرز و سلمان می روند و فیلم تمام می شود |                      |              |            |                 |
| ۱۷ | «قسمت ۱۷ (پشت صحنه)» | سعید آقاخانی | امیر وفایی | ۱۷ فروردین ۱۴۰۰ |
| خلاصه پشت صحنه |                      |              |            |                 |

#### بازیگران
سعید آقاخانی، علی صادقی، شقایق دهقان، سیروس میمنت، سید علی صالحی، پاشا جمالی، یدالله شادمانی، ندا قاسمی، نسرین مرادی، هدیه بازوند، مجید یاسر، شیدا یوسفی، صهبا شرافتی، ماشالله وروایی، هدی استواری، آتنا مهیاری، کاظم نوربخش، ماشاالله وروایی، سیروس سپهری، نسرین مرادی، یوسف کرمی، رضا رشیدی، سید حسین موسوی، سیروس حسینی‌فر، علی اخوان، افشین ملکی، نارین ایوبی، شقایق فتاحی، مرتضی رستمی بازیگران فصل سوم نون. خ هستند.
| بازیگر           | شخصیت            | نقش                                                             |
| ---------------- | ---------------- | --------------------------------------------------------------- |
| سعید آقاخانی     | نورالدین خانزاده | نقش اصلی سریال نون‌خ                                             |
| علی صادقی        | سیروس            | داماد نورالدین، همسر مرجان، کرونایی قلابی روستا                 |
| شیدا یوسفی       | مرجان خانزاده    | دختر نورالدین، همسر سیروس، خواهر کژال و شیرین و روژان           |
| شقایق دهقان      | نازنین خداپرست   | همسر دوم نورالدین خانزاده                                       |
| یدالله شادمانی   | بهادر خان        | پدر روناک، شوهرخواهر نورالدین، کاشف معدن، عضو هیت مدیره گرمابه  |
| سیروس میمنت      | کیوان            | پدر مهیار، پدر شوهر روژان، همسر فریده، اهل روستا                |
| نسرین مرادی      | فریده            | همسر کیوان، مادر مهیار                                          |
| پاشا جمالی       | مهیار            | فرزند کیوان و فریده، داماد نورالدین، همسر روژان                 |
| هدیه بازوند      | روژان خانزاده    | دختر نورالدین، عروس کیوان، همسر مهیار، خواهر شیرین و مرجان      |
| صهبا شرافتی      | روناک            | خواهرزاده نورالدین، دختر بهادر، دختر دایی روژان و شیرین و مرجان |
| سید علی صالحی    | فریبرز           | داماد گمشده، خواستگار شیرین                                     |
| کاظم نوربخش      | سلمان پیشه‌ور     | خواستگار شیرین، اهل روستا                                       |
| ماشاالله وروایی  | کاووس            | پدر ماه‌کاووس، اهل روستا                                         |
| سیروس سپهری      | ادریس مازیاری    | اهل روستا                                                       |
| سیدحسین موسوی    | وحید یگانه       | اهل روستا                                                       |
| رضا رشیدی        | اوس غلام         | استاد بنا، از اهالی روستا                                       |
| سیروس حسینی‌فر    | سیروس            | فرزند کرامت کاکبی، از اهالی روستا                               |
| یوسف کرمی        | آقا یوسف         | معلم روستا                                                      |
| افشین ملکی       | افشین            | اهل روستا                                                       |
| علی اخوان        | سلطانی           | سرپرست توریست‌ها، اهل روستا                                      |
| هدی استواری      | عطا              | دوست نازنین، وکیل اخراج شده از دانشگاه                          |
| شقایق فتاحی      | نرگس             | همسر آقا یوسف                                                   |
| نارین ایوبی      | شیلان            | همسر وحید، اهل روستا، زن باردار                                 |
| سمیه قمری        | طاهره            | همسر ادریس                                                      |
| افشین آقایی      | صادق             | اهل روستا                                                       |
| مرتضی رستمی      | مازیار حبیبی     | دوست بهادرخان، سرکارگر، بقال، قناد، نانوا، عاقد                 |
| پروانه لطفی زیور |                  | عمه نورالدین                                                    |
| مه‌لقا مختاری     |                  | عمه نورالدین                                                    |
| زهرا نجفیان      |                  | عمه نورالدین                                                    |
| سعیده خادم پیر   |                  | عمه نورالدین                                                    |
| سکینه یادگاری    |                  | عمه نورالدین                                                    |
| زهرا یادگاری     |                  | عمه نورالدین                                                    |

#### نقد و بررسی
با رسیدن به فصل سوم با مشکلات و کمبودهای جدی در بخش شخصیت پردازی، فیلم‌نامه‌نویسی و حتی کارگردانی به دلیل بازی و کارگردانی همزمان سعید آقاخانی مواجه است. در حالی نون خ در فصل سوم به پایان رسید که ساخت و تولید فصل‌های جدید این اثر تلویزیونی به یک مطالبه عمومی تبدیل شده است و این میزان استقبال از یک اثر با پرداختن به مسائل و موضوعات استانهای غربی از جمله کردستان و کرمانشاه و ایلام در نوع خود بی‌نظیر است

رضا استادی، منتقد سینما و تلویزیون، دربارهٔ نقاط قوت و ضعف سریال می‌گوید:
| « | نقطه قوت سریال «نون. خ» خود سعید آقاخانی است چون هدایت حجم زیادی از بازیگران کار سختی است و در کارگردانی و بازی‌ها ناپختگی نمی‌بینیم که با توجه به سابقه طولانی آقاخانی در بازیگری و فیلم‌سازی، جز این هم توقع نمی‌رود و کار از لحاظ فنی شاخص است، اما در قصه با اتفاق خاص و ویژه‌ای روبه‌رو نیستیم، به همین دلیل سریال با آنچه که باید باشد، فاصله دارد. | » |

قسمت پانزدهم با حدود ۳۵ دقیقه تأخیر روی آنتن شبکه یک سیما رفت. در همین رابطه خبری در شبکه‌های اجتماعی منتشر شد که این اتفاق را به ممیزی سریال مرتبط می‌کرد. بر این اساس کاراکترهای «نون خ» در داخل معدن، ترانه‌ای از محمدرضا شجریان را همخوانی کرده بودند و به همین دلیل این بخش در پخش سریال ممیزی شد.

#### جوایز و نامزدها
| سال  | رسانه                     | دسته‌بندی                                   | نتیجه    |
| ---- | ------------------------- | ------------------------------------------ | -------- |
| ۱۴۰۰ | فناوری و تلویزیون دیجیتال | بهترین سریال تلویزیونی نوروز ۱۴۰۰          | نامزدشده |
| ۱۴۰۰ | فناوری و تلویزیون دیجیتال | بهترین سریال تلویزیونی ۶ ماه نخست سال ۱۴۰۰ | نامزدشده |

### فصل چهارم
در فصل چهارم مجموعهٔ نون خ، گاو و گوسفندان روستاییان با حمله گرگ‌ها تار و مار می‌شوند و بزرگان ده برای تغییر شرایط شکار گرگ‌ها را پیشنهاد می‌کنند اما خودشان به دلایلی موفق به شکار نمی‌شوند و به همین خاطر تصمیم به استخدام شکارچی از ده بالا می‌گیرند، با این کار اختلافات قدیمی بین دو روستا سرباز کرده و ماجراهای جذابی شروع می‌شود.
بــــــازیــــــگــــران
| بازیگر             | شخصیت            | نقش                                                                                                |
| ------------------ | ---------------- | -------------------------------------------------------------------------------------------------- |
| سعید آقاخانی       | نورالدین خانزاده | شخصیت اصلی                                                                                         |
| حمیدرضا آذرنگ      | خلیل خانزاده     | پسرعموی نورالدین، از اهالی روستا                                                                   |
| سیروس میمنت        | کیوان            | همسر فریده، پدر مهیار، شوهرخواهر خسرو، دوست نورالدین، پدرشوهر روژان، از اهالی روستا                |
| نسرین مرادی        | فریده            | همسر کیوان، مادر مهیار، خواهر خسرو، مادرشوهر روژان، از اهالی روستا                                 |
| پاشا جمالی         | مهیار            | فرزند کیوان و فریده، خواهرزاده خسرو، همسر روژان، داماد نورالدین، از اهالی روستا                    |
| هدیه بازوند        | روژان خانزاده    | دختر نورالدین، همسر مهیار، خواهر مرجان و شیرین و کژال، عروس کیوان و فریده، از اهالی روستا          |
| ندا قاسمی          | شیرین خانزاده    | دختر نورالدین، خواهر مرجان و روژان و کژال، از اهالی روستا                                          |
| صهبا شرافتی        | روناک            | دختر بهادر، خواهر زاده نورالدین، دختردایی مرجان و روژان و شیرین و کژال، عاشق بهنام، از اهالی روستا |
| مجید یاسر          | بهنام            | خواستگار روناک، زندانی                                                                             |
| بیژن بنفشه خواه    | خسرو             | برادر فریده، برادرزن کیوان، دایی مهیار                                                             |
| امیر سهیلی         | رامین فود        | همسر نقره، شکارچی                                                                                  |
| اکرم یدی           | نقره             | همسر رامین                                                                                         |
| سید علی صالحی      | فریبرز           | خواستگار شیرین، آوازخوان                                                                           |
| کاظم نوربخش        | سلمان            | خواستگار شیرین، از اهالی روستا                                                                     |
| هومن حاجی عبداللهی | حاج آقا افشه     | داور فوتبال، دوست نورالدین، روحانی                                                                 |
| ماشاالله وروایی    | عمو کاووس        | پدر ماه کاووس، دوست نورالدین، از اهالی روستا                                                       |
| سید حسین موسوی     | وحید امیری       | همسر شیلان، از اهالی روستا                                                                         |
| سیروس سپهری        | ادریس            | همسر طاهره، پدر باوان و میثم، دوست نورالدین، از اهالی روستا                                        |
| مهرنوش طوسی        | باوان            | فرزند طاهره و ادریس، خواهر میثم                                                                    |
| کاوان کاکایی       | میثم سپهری       | فرزند ادریس و طاهره، برادر باوان                                                                   |
| علی اخوان          | سلطانی           | از اهالی روستا                                                                                     |
| وریا امینی         | وریا             | از اهالی روستا                                                                                     |
| رضا رشیدی          | اوس غلام         | استاد بنّا، از اهالی روستا                                                                          |
| افشین ملکی         | افشین            | از اهالی روستا                                                                                     |
| نارین ایوبی        | شیلان            | همسر وحید، از اهالی روستا                                                                          |
| آتنا مهیاری        | ماه کاووس        | دختر عمو کاووس، از اهالی روستا                                                                     |
| راضیه دهقان        | نازار            | زن باردار، دندان طلا دار                                                                           |

## تولید
نون خ در مناطقی از کرمانشاه، تهران و سیستان و بلوچستان تولید شده و فضای این مناطق را به تصویر کشید. در قسمت‌های مختلفی از سریال، از ترانه‌های هنرمندان کرد استان کردستان و آذربایجان غربی مانند مظهر خالقی، حسن زیرک و حسین صفامنش بهره برده‌اند.

## موسیقی
در تیتراژ قسمت پایانی فصل دوم از این سریال که در نوروز ۱۳۹۹ پخش شد، شعری از ایرج دهقان توسط سید جلال‌الدین محمدیان خوانده شد. در قسمت پایانی از فصل سوم این سریال ترانه قدیمی «لیلیم لی» با صدای حسین صفامنش و آهنگسازی صادق آزمند پخش شد؛ آهنگی که در واقع بازسازی یک شعر کُردی بود.
صادق آزمند آهنگساز و یکی از خوانندگان این سریال تلویزیونی پیرامون تجربه حضورش در این مجموعه و ویژگی‌های آن گفت:
| « | حضور در سریال «نون خ» برای من یک افتخار بزرگ بود. رگ و ریشه مادری‌ام به این منطقه بازمی‌گردد و این سریال هم از جنس مردم کردستان است و توانسته با زبان طنز دردهای مشترک مردم شریف این منطقه را به تصویر بکشد؛ بنابراین حال خوبی داشتم که در این پروژه حضور پیدا کردم. البته در این چارچوب حضور هنرمندی چون سعید آقاخانی نیز شرایطی را فراهم کرد که با انگیزه بیشتری برای این سریال آهنگسازی کنم. | » |

او افزود: «گرچه در محوریت اصلی ساخت موسیقی سریال، سازهایی چون کمانچه نقش اساسی دارند اما آنچه مدنظر ما بوده اجرای نوعی از موسیقی جدی و تامل‌برانگیز در قواره شخصیت‌سازهای ایرانی برای بیان مشکلات و مصائب مردم مناطق کردنشین و حرکت به سمتی از طنز و کمدی است.»
برخی از آهنگ‌هایی که در سریال نون خ پخش شد عبارتند از:
- آهنگ بی براری از محمد میرزاوندی
- آهنگ شیرین شیرین از سید جلال‌الدین محمدیان
- آهنگ بوی دینم از مظهر خالقی
- آهنگ خال دانه‌دانه از مظهر خالقی
- آهنگ امرو بهاره از حسن زیرک
- آهنگ زماون از حسین صفامنش
- آهنگ خوشه هه‌ورامان از کامکارها
- آهنگ غمگینو دل پشیوم از سید علی‌اصغر کردستانی
- آهنگ بارانه و بارانه از ناصر رزازی
- آهنگ هه‌وری لار از حسن زیرک
- آهنگ هرتوم ده وه از حسن زیرک
- آهنگ آشفته حالم له غمت از حشمت‌الله لرنژاد
- آهنگ لای لای از مظهر خالقی
- آهنگ نسیم پاییزی از مظهر خالقی

## تأثیر
این سریال کمک زیادی به شناخت و معرفی بیشتر مناطق و اقوام ایرانی و فرهنگ و آداب رسوم کُردها کرده است. این سریال می‌تواند نقش بسیار مهمی در معرفی پتانسیل‌ها و توانمندی‌های استان‌های ایلام، کرمانشاه و کردستان به مردم سراسر ایران داشته باشد.

## نقد و بررسی
یکی از مهم‌ترین ویژگی‌های مجموعه نون خ که در فصل سوم به اوج خود رسید حرکت بر اساس موضوعات و سوژه‌های روز بود که سعید آقاخانی با هنرمندی هرچه تمام‌تر کوچک‌ترین موضوعات روز جامعه را در قالبی هنرمندانه بیان می‌کرد. پرداختن به مسئله کرونا، دست مایه قرار دادن کمبودها و کاستی‌های ارتباطی مردم ساکن در روستاهای محروم کشور از جمله کردستان و کرمانشاه و ایلام پرداختن به مسئله بورس و… این نوع پردازش وی با استقبال خوبی نیز از سوی مخاطب مواجه می‌شد. با رسیدن به فصل سوم با مشکلات و کمبودهای جدی در بخش شخصیت پردازی، فیلم نامه نویسی و حتی کارگردانی به دلیل بازی و کارگردانی همزمان سعید آقاخانی مواجه است. در حالی نون خ در فصل سوم به پایان رسید که ساخت و تولید فصل‌های جدید این اثر تلویزیونی به یک مطالبه عمومی تبدیل شده است و این میزان استقبال از یک اثر با پرداختن به مسائل و موضوعات استانهای غربی از جمله کردستان و کرمانشاه و ایلام در نوع خود بی نظیر است
رضا استادی، منتقد سینما و تلویزیون، دربارهٔ نقاط قوت و ضعف سریال می‌گوید:
| « | نقطه قوت سریال «نون. خ» خود سعید آقاخانی است چون هدایت حجم زیادی از بازیگران کار سختی است و در کارگردانی و بازی‌ها ناپختگی نمی‌بینیم که با توجه به سابقه طولانی آقاخانی در بازیگری و فیلم‌سازی، جز این هم توقع نمی‌رود و کار از لحاظ فنی شاخص است، اما در قصه با اتفاق خاص و ویژه‌ای روبه‌رو نیستیم، به همین دلیل سریال با آنچه که باید باشد، فاصله دارد. | » |

فصل پنجم مجموعه نون‌خ به دلیل نبود داستان منسجم و روند کند آن مورد انتقاد مخاطبان قرار گرفت.

## سانسور
در قسمت اول فصل ۲، سکانسی که تقلید بازی بهروز وثوقی در نقش صمد در فیلم گوزن‌ها توسط یک پسربچه بود سانسور شد. پاشا جمالی، بازیگر «نون خ» در نقش مهیار در اعتراض به سانسور سکانس‌هایی از این سریال، در پستی اینستاگرامی نوشت: «سانسور دیگر بس است، پدر سریال را درآوردید، اجازه دهید مردم بیشتر بخندند.»
قسمت پانزدهم از فصل ۳ با حدود ۳۵ دقیقه تأخیر روی آنتن شبکه یک سیما رفت. در همین رابطه خبری در شبکه‌های اجتماعی منتشر شد که این اتفاق را به ممیزی سریال مرتبط می‌کرد. بر این اساس کاراکترهای «نون خ» در داخل معدن، ترانه‌ای از محمدرضا شجریان را همخوانی کرده بودند و به همین دلیل این بخش در پخش سریال ممیزی شد. این موضوع توسط تهیه‌کننده سریال تکذیب شد.
در ارتباط با سانسور این سریال حرف و حدیث‌هایی مطرح شده بود که خبرگزاری مهر در این خصوص مطلبی را اینگونه منتشر کرد:
«نون. خ زودتر به پایان می‌رسد/ پای سانسور در میان است؟ این سریال به کارگردانی سعید آقاخانی که قرار بود در ۱۷ قسمت روی آنتن برود، با پخش قسمت پانزدهم در روز پنجشنبه ۴ اردیبهشت به پایان خواهد رسید. مهدی فرجی تهیه‌کننده سریال «نون. خ» دربارهٔ این که ممیزی سریال تأثیری بر کاهش قسمت‌های آن داشته است یا خیر گفته است: ممیزی‌هایی در حد معمول داشته‌ایم اما اینکه عامل کوتاهی سریال باشد خیر اینطور نبوده است.».

## جوایز و نامزدها
| سال  | رسانه                     | دسته‌بندی                                   | نتیجه    |
| ---- | ------------------------- | ------------------------------------------ | -------- |
| ۱۴۰۰ | فناوری و تلویزیون دیجیتال | بهترین سریال تلویزیونی نوروز ۱۴۰۰          | نامزدشده |
| ۱۴۰۰ | فناوری و تلویزیون دیجیتال | بهترین سریال تلویزیونی ۶ ماه نخست سال ۱۴۰۰ | نامزدشده |